# Leonardo Canta Grandes Sucessos
Leonardo Canta Grandes Sucessos é um álbum lançado pelo cantor Leonardo. Neste disco, Leonardo interpreta grandes clássicos da música romântica, já gravados por artistas como Roberto Carlos, Amado Batista, The Fevers, Reginaldo Rossi dentre outros. Foi certificado com Disco de Diamante pelas mais de 500 mil exemplares vendidos no Brasil, segundo a ABPD.
A música "Fantasias" está presente na trilha sonora da novela Senhora do Destino, da Rede Globo.

## Faixas
| N.º | Título                                                                                  | Compositor(es)                                      | Artista original  | Duração |  |
| 1.  | "Uma Lágrima (Una Lacrima)"                                                             | Sebastian Wayne / Bigazzi /Cini                     | Paulo Henrique    | 4:06    |  |
| 2.  | "Fantasias"                                                                             | José Augusto /Luis G. Escolar / Paulo Sérgio Valle  | José Augusto      | 3:36    |  |
| 3.  | "Pouco a Pouco"                                                                         | Cesar Augusto / Martinha                            | Gilliard          | 4:03    |  |
| 4.  | "Vem me Ajudar (Help Get me Some Help)/Mar de Rosas (I Never Promised You Rose Garden)" | Daniël Vanguarde / Joe South / Nelly Antoinette Byl | The Fevers        | 4:02    |  |
| 5.  | "A Desconhecida"                                                                        | Fernando Augusto / Fernando Mendes                  | Fernando Mendes   | 3:45    |  |
| 6.  | "Pedaço de mau Caminho"                                                                 | Cezar /Cirus /Cleide                                | Reginaldo Rossi   | 4:01    |  |
| 7.  | "Meu Mel (Music)"                                                                       | Frederic Leibovitz /Sam Choeka                      | Markinhos Moura   | 3:14    |  |
| 8.  | "Ninguém Vai Tirar Você de Mim"                                                         | Edson Ribeiro /Hélio Justo                          | Roberto Carlos    | 3:41    |  |
| 9.  | "Seresteiro das Noites/Meu Ex-Amor"                                                     | Amado Batista / José Frandes / Reginaldo Sodré      | Amado Batista     | 4:18    |  |
| 10. | "Perto dos Olhos, Longe do Coração"                                                     | Dori Edson / Marcos Roberto                         | Dori Edson        | 3:40    |  |
| 11. | "Só Mais Uma Vez"                                                                       | Gilberto & Gilmar                                   | Gilberto & Gilmar | 3:10    |  |
| 12. | "Ainda Queima a Esperança"                                                              | Mauro Motta / Raulzito                              | Diana             | 3:28    |  |
| 13. | "Última Canção"                                                                         | Carlos Roberto                                      | Paulo Sérgio      | 3:42    |  |
| 14. | "Solidão de Amigos"                                                                     | Eunice Barbosa / Mario Maranhão                     | Jessé             | 3:36    |  |

## Certificações
| País          | Certificação | Data | Certificado de vendas |
| ------------- | ------------ | ---- | --------------------- |
| Brasil - ABPD | Diamante     | 2004 | 500.000               |